# گیاه‌پارچ تقطیرکن
گیاه‌پارچ تقطیرکن (نام علمی: Nepenthes distillatoria)، یک گونه از سرده گیاه‌پارچ‌ها در سری‌لانکا می‌باشد. این دومین گونه گیاه‌پارچ بود که به‌صورت چاپی توصیف شد و اولین گونه‌ای بود که به‌طور نامگذاری رسمی تحت سیستم آرایه‌شناسی لینه‌ای قرار گرفت؛ بنابراین این گونه‌نماد از جنس است.

## تاریخچه گیاه‌شناسی
گیاه‌پارچ تقطیرکن دومین گونه گیاه‌پارچ بود که پس از گیاه‌پارچ ماداگاسکاری به‌صورت چاپی توصیف شد. در سال ۱۶۷۷، پزشک دانمارکی توماس بارتولین به‌طور مختصر از آن با نام میراندا هربا (Miranda herba)، که در لاتین به معنای «گیاه شگفت‌انگیز» است، یاد کرد.[۱۳] سه سال بعد، تاجر هلندی جیکوب برین (Jacob Breyne)، این گونه را با نام باندورا زینگالنسیوم (Bandura zingalensium)، پس از نام محلی گیاه نامید.[۱۲] باندورا متعاقباً به رایج‌ترین نام برای گیاهان پارچ مدارگان تبدیل شد، تا اینکه لینه در سال ۱۷۳۷ نپنتس را ابداع کرد.

گیاه‌پارچ تقطیرکن دوباره در سال ۱۶۸۳، این بار توسط هرمان نیکلاس گریم (Herman Niklas Grim)، پزشک و طبیعت‌شناس سوئدی توصیف شد.[۱۴] گریم آن را یا گیاه تقطیر معجزه‌آسا (Planta mirabilis destillatoria) نامید و اولین کسی بود که به‌وضوح یک گیاه‌پارچ مدارگان را نشان داد.[۱۵] سه سال بعد، در سال ۱۶۸۶، جان ری، طبیعت‌شناس انگلیسی به نقل از گریم گفت:[10]
ریشه رطوبت را از زمین می‌گیرد و با کمک اشعه خورشید به درون خود گیاه بالا می‌رود و سپس از طریق ساقه و اعصاب برگ‌ها به ظرف طبیعی سرازیر می‌شود تا در آنجا ذخیره شود تا برای نیاز انسان مورد استفاده قرار گیرد. [ترجمه شده از لاتین در Pitcher-Plants of Borneo]
لینه از لقب ترکیبی گریم هنگام نام‌گذاری گیاه‌پارچ تقطیرکن در سال ۱۷۵۳ استفاده کرد.
گیاه‌پارچ تقطیرکن دوباره در اثر یوهانس برمن (Johannes Burmann) به نام تیسوروس زیلانیکوس(Thesaurus Zeylanicus) در سال ۱۷۳۷ نشان داده شد. این نقاشی انتهای یک ساقه گلدار را با پارچ نشان می‌دهد. برمن به گیاه باندورا زیلانیکا (Bandura zeylanica) اشاره می‌کند.[۱۱]
در تجارت باغبانی اواخر قرن نوزدهم، گیاه‌پارچ تقطیرکن اغلب با گیاه‌پارچ خاسیانا از هند اشتباه گرفته می‌شد.

## بوم‌شناسی
گیاه‌پارچ تقطیرکن بومی سریلانکا است و تنها گونه گیاه‌پارچ‌ها است که از جزیره ثبت شده است. در درختچه‌زار بازغرقابی، در امتداد خاکریزهای جاده‌ها و سایر مناطق پاک‌شده و در جنگل رشد می‌کند. گیاه‌پارچ تقطیرکن از سطح دریا تا ارتفاع ۷۰۰ متری دیده می‌شود.[۱] گیاه‌پارچ تقطیرکن به دلیل جدا بودن، هیبرید طبیعی شناخته شده‌ای ندارد.

## جوره‌های گونه
سه جوره از گیاه‌پارچ تقطیرکن شرح داده شده است، اگرچه آنها دیگر معتبر در نظر گرفته نمی‌شوند.
گیاه‌پارچ تقطیرکن جوره روبرا (نیکولز) هورت. ویچ اگز لیندزی (۱۸۹۱)
گیاه‌پارچ تقطیرکن جوره اسپسیوزا هورت. ون هوت اگز رافارین (۱۸۶۹)
گیاه‌پارچ تقطیرکن جوره وِرا دی. مور (۱۸۷۲)